# Smilodon populator
Smilodon populator ('Smilodon que porta devastació') fou una espècie de gat de dent de sabre maquerodontins. S. populator aparegué a Sud-amèrica fa un milió d'anys i s'extingí fa uns 10.000 anys. Era molt més gros que els seus cosins Smilodon fatalis i Smilodon gracilis, amb un gran pit i unes potes davanteres massives. Aquest gran felí mesurava 120 centímetres a l'espatlla, més alt que el felí actual més gran, el tigre.
S. populator caçava probablement en grups. A causa dels grans músculs a les seves potes i sa postura robusta, no podia córrer prou per caçar preses, de manera que viatjarien en grup per tal de parar emboscades a animals que vivien a l'herba. Després retindria l'animal amb les seves poderoses potes i el degollaria fatalment amb les seves dents de sabre que arribaven a mesurar fins a 18 cm. Aquests ullals eren bastant fràgils i no podien ser utilitzats si la presa no estava immobilitzada. S'ha trobat fòssils de S. populator molt pròxims entre ells, amb un animal herbívor a prop d'ells, la qual cosa dona més proves de la teoria social dels smilodonts.